# 加藤さんと山口くん
『加藤さんと山口くん』（かとうさんとやまぐちくん）は、STVラジオで放送しているラジオのトーク番組。

## 概要
ともに北海道小樽市出身である、お笑いコンビ・極楽とんぼのメンバーであり、俳優の加藤浩次とロックバンド・サカナクションの山口一郎の2人がパーソナリティを務める番組。
企画はSTVラジオの親会社・札幌テレビ放送（STV）の系列キー局である日本テレビ『スッキリ』のロケで2人が共演した際に意気投合したことがきっかけで生まれた。
2020年7月に60分の特別番組として最初の放送が行われ、同年10月からレギュラー番組となった。当初は北海道ローカルだったが、2021年10月の改編から他局へのネットを開始し、STVラジオを含め全国11局ネットとなる。また、STVラジオでは土曜深夜0:30-1:00に1年前の第1話からの再放送を2022年9月まで行った。
2022年10月から改変に伴い、STVラジオで日曜午前9:30-10:00に繰り上げ放送。

## 番組の形式・内容
この番組は一般的なラジオブースでのトークやディスクジョッキーなど、台本に基づいたスタイルではなく、ロケーション先での2人＋α（ゲストなど）による会話で展開される。ロケや収録の開始は山口が加藤に電話をかける所から始まり、その音源も放送している。これは基本的に山口が企画を考えて進行しているためである。
この形式を採っているため、放送月をまたぐことや様々な事を同時並行で行うこともある。また、ロケや収録は基本、都内で行われ、企画に必要な人物として山口の音楽仲間や同級生、ファン、さらには加藤の自宅で収録した場合には加藤夫人の女優・緒沢凛が「香織さん」として登場する機会も多い。
後述するようにSTVラジオの親会社であるSTVに於いてMCの2人の共通の出身地である小樽など北海道で当番組のロケーションを行った内容を撮影したテレビ番組「加藤さんと山口くん THEテレビ」を過去2回にわたって放送している。
毎回、番組の一部内容についてはradiko newsで書き起こしされている。

## 放送時間
2025年2月現在
| 放送対象地域 | 放送局名          | 放送時間                     | 放送期間                      | 備考                              |
| ------------ | ----------------- | ---------------------------- | ----------------------------- | --------------------------------- |
| 北海道       | STVラジオ         | 日曜 9:30 - 10:00            | 2020年10月4日 -               | 制作局                            |
| 北海道       | STVラジオ         | 日曜（土曜深夜） 0:30 - 1:00 | 2021年10月3日 - 2022年9月25日 | 初回から再放送                    |
| 香川県       | 西日本放送（RNC） | 日曜 12:30 - 13:00           | 2021年9月27日 -               | [ 注 3 ]                          |
| 青森県       | 青森放送（RAB）   | 月曜 20:30 - 21:00           | 2021年9月27日 -               |                                   |
| 徳島県       | 四国放送（JRT）   | 木曜 23:00 - 23:30           | 2021年9月30日 -               |                                   |
| 宮城県       | 東北放送（TBC）   | 火曜 20:30 - 21:00           | 2021年10月2日 -               | 野球中継放送時は休止              |
| 高知県       | 高知放送（RKC）   | 火曜 23:00 - 23:30           | 2021年10月6日 -               | [ 注 5 ]                          |
| 秋田県       | 秋田放送（ABS）   | 土曜 12:30 - 13:00           | 2021年10月9日 -               | 6日遅れ。特別番組放送の場合は休止 |
| 宮崎県       | 宮崎放送（MRT）   | 日曜 20:30 - 21:00           | 2024年4月 -                   |                                   |

### 過去のネット局
| 放送対象地域 | 放送局名          | 放送時間                     | 放送期間                       | 備考           |
| ------------ | ----------------- | ---------------------------- | ------------------------------ | -------------- |
| 岡山県       | RSK山陽放送       | 金曜 21:00 - 21:30           | 2021年10月1日 - 2022年3月25日  |                |
| 中京広域圏   | 東海ラジオ（SF）  | 月曜 21:00 - 21:30           | 2021年10月3日 - 2022年3月21日  | [ 注 6 ] [ 5 ] |
| 富山県       | 北日本放送（KNB） | 日曜 16:30 - 17:00           | 2021年10月3日 - 2024年3月31日  |                |
| 近畿広域圏   | ABCラジオ         | 日曜（土曜深夜） 2:30 - 3:00 | 2021年10月4日 - 2024年12月29日 | [ 注 7 ]       |

## 加藤さんと山口くん THEテレビ
2021年5月、番組初となる北海道ロケの模様を放送。5月3日には、日本テレビ『スッキリ』内で、5月16日にはSTVテレビ（北海道ローカル）で『加藤さんと山口くん THEテレビ』と題し、旅の模様を放送した。
1. 2021年5月16日 16:25-16:55
  - 当番組2021年5・6月に「地元小樽にお金を落とそう！」をテーマに放送した小樽ロケの模様[8]。
2. 2022年2月20日 15:55-16:55
  - 当番組2022年1・2月に「冬の北海道を満喫しよう！」をテーマに放送した小樽ロケの模様[9]。
  - 2023年2月4日にはSTVでの再放送と日本テレビと福岡放送での放送が行われた。

## 備考
- 雑誌『BRUTUS』No.934（2021.03.01発行）にインタビュー記事が掲載された[10]。
- 2020年10月18日、サカナクションの楽曲「新宝島」の制作秘話が語られた[11]。
- 2020年12月6日の放送は「第74回福岡国際マラソン選手権大会」の中継に伴い、日曜17時からの放送となった[12]。
- 2020年12月13日の放送では「カトウ王国」のカトキング、侍従の山口という設定で一般の人の様々なお悩みを解決していった[13]。
- 2021年5月9日、16日の放送では加藤、山口の実家を訪れ、両親が出演した[14][15]。
- 2023年1月15日、22日の放送では、日本工学院専門学校で公開収録が行われた。なお加藤には事前告知されておらず、ドッキリであった。この模様は『スッキリ』1月9日放送分でも一部放映された[16]。